# Victor Timely
El Alcalde Victor Timely es un personaje ficticio que aparece en cómics estadounidenses publicados por Marvel Comics. Es una versión divergente del viajero del tiempo Nathaniel Richards, un descendiente del científico del mismo nombre, cuyas personalidades alternativas incluyen Faraón Rama-Tut, Centurión Escarlata, Kang el Conquistador y Iron Lad / Kid Immortus. Estableciendo una pequeña y tranquila ciudad llamada Timely, Wisconsin en 1901 para que sirviera como base en el siglo XX para su futuro yo, convirtiéndose en un oponente industrial de Henry Ford y Thomas Edison, Timely falsifica su muerte y se hace pasar por su propio hijo Victor Timely Jr. (y más tarde su nieto Victor Timely III), educando a Phineas Horton para eventualmente crear a la Antorcha Humana, eventualmente convirtiéndose en el nuevo Kang Prime en el momento de la Dinastía Kang.
El personaje hizo su debut cinematográfico en la película del Universo cinematográfico de Marvel para Ant-Man and the Wasp: Quantumania (2023), interpretado por Jonathan Majors y estará en la segunda temporada (2023) de la serie de televisión para Loki.

## Historial de publicaciones
Victor Timely apareció por primera vez en The Avengers Annual #21 y fue creado por Peter Sanderson y Rich Yanizeski. Debido a los eventos de The Celestial Madonna Saga, cada acción tomada por Kang el Conquistador, Faraón Rama-Tut e Immortus debido a las acciones de "Prime Kang" conducen a cada uno de sus viajes al pasado creando versiones divergentes de sí mismos, todos los cuales buscan gobernar sus propios imperios divergentes y continuar con sus propios esquemas, con Victor Timely divergiendo de los eventos de Vengadores para siempre.

## Historia
En algún momento de su línea de tiempo personal, una versión divergente y humillada de Kang decide abandonar el siglo XXI y fijar su mirada en conquistar el siglo XX, viajando en el tiempo hasta el 1 de enero de 1901 y fundando la ciudad de Timely, Wisconsin, dejándose bigote y tomando el nuevo nombre de "Victor Timely", como alcalde de la ciudad. Construyendo un imperio corporativo, Timely Industries, construye una serie de fábricas para maquinaria común por delante de Henry Ford y Thomas Edison, mientras inculca en los trabajadores de su empresa lealtad inquebrantable y conocimiento de la robótica. Posteriormente, Timely usa su ciudad para establecer la encrucijada temporal de Chronopolis con la intención de servir como sede de la ciudad-estado para todas las versiones futuras de sí mismo. Originalmente confinada a la ciudad misma, la fortaleza crece gradualmente fuera de sincronía con el tiempo y el espacio hacia las afueras del Limbo, convirtiéndose en una encrucijada entre el pasado, el presente y el futuro, donde uno puede caminar entre todos los períodos de tiempo sin necesidad de uso de una máquina del tiempo, accesible a través de un portal. Cuando se encuentra en Chronopolis, Timely es reemplazado por un robot suplente manejado remotamente por A.I. copias de sí mismo, que envejecería y moriría con el tiempo, lo que le permitiría falsificar su muerte y asumir el manto de su propio "hijo", Victor Timely Junior.
En 1929, Timely emplea a Phineas Horton para desarrollar la tecnología que le permita eventualmente crear la Antorcha humana original para 1939, lo que le permite a Timely una puerta trasera secreta para tomar el control del androide. En la década de 1980 (hoy en día; línea de tiempo flotante), ahora presentándose como su propio nieto Victor Timely III, la tecnología de Timely Industries se extiende para incluir las medidas de seguridad detrás del Edificio Baxter y la Torre de los Vengadores, y las extremidades robóticas de cada cyborg en el Universo Marvel, en particular Misty Knight y Deathlok, permitiéndole controlar sus acciones y eventualmente suplantar a Kang Prime con su antiguo nombre, convirtiéndose en los Anachronauts, sus soldados en Chronopolis, otorgando a Timely (ahora Kang Prime) control sobre los Centinelas en Dinastía Kang.

## Poderes y habilidades
Victor Timely no tiene superpoderes, pero posee un intelecto a nivel de genio y acumuló un amplio conocimiento de la historia del siglo XX, lo que le permitió dominar la industria mecánica de la época y construir una serie de duplicados robóticos de sí mismo para permitirle presentarse públicamente como envejeciendo, ocultando su inmortalidad del público haciéndose pasar por sus propios hijos, y permitiéndoles a sí mismos en el futuro una ventaja sobre sus adversarios.

## Recepción
En 2023, Comic Book Resources incluyó a Victor Timely como su decimocuarta encarnación mejor caracterizada de Kang el Conquistador.

## En otros medios

### Universo Cinematográfico de Marvel
- En la escena poscréditos de la película Ant-Man and the Wasp: Quantumania (2023), los agentes de la Autoridad de Variación Temporal (AVT) Loki y Mobius M. Mobius asisten a un mitin organizado por el candidato político Victor Timely (interpretado por Jonathan Majors) en 1893.[7][8][9][10][11][12]
- Majors volverá a interpretar su papel de Victor Timely en la segunda temporada de Loki, apareció por primera vez en el episodio "1893". En el episodio, la exjueza de la AVT  Ravonna Renslayer y Miss Minutes, una creación de I.A. del fundador de la AVT, He Who Remains (una variante de él que había ganado la Guerra Multiversal anterior) le dan a Víctor un libro sobre la AVT cuando era niño, lo que lo llevó a construir un Telar del Tiempo se vislumbra como adulto, ambos viajando hacia adelante en el tiempo para encontrarlo, solo para encontrar a Loki, Mobius y Sylvie (la asesina de He Who Remains) buscándolo también. Después de que Miss Minutes intenta seducir a Victor, habiendo estado enamorada de He Who Remains, tanto Renslayer como Sylvie intentan matar a Victor, solo para que esta última detenga al primero, luego deciden no matar a Victor ya que actualmente no es un ser como He Who Remains. Luego, Víctor va con Loki y Mobius a la AVT para ayudarlos a reparar su propio telar del Tiempo. Al llegar a la AVT, Timely se encuentra con B-15, Casey y O.B.. Cuando preparan el dispositivo para arreglar el telar, él es secuestrado por Renslayer, Miss Minutes y X-5, y mientras lo interrogan, Sylvie, con el encantamiento, hace que X-5 pode a Renslayer y Miss Minutes es desactivada. Cuando Timely intenta arreglar el telar, muere. Después de que Loki viaja controlando el tiempo que pasa concentrándose en una persona, Timely sobrevive y logra arreglar el telar, pero no logra estabilizarse, ya que el número infinito de ramas lo hace matemáticamente imposible. En lugar de Timely, Loki se encarga de arreglar el telar.[13][14][15][16][17]

### Videojuegos
- Victor Timely aparece como una variante del aspecto de Kang como personaje jugable en Lego Marvel Super Heroes 2 (2017),[18] con la voz de Peter Serafinowicz,[19] con el villano del juego (otro Kang) usando ubicaciones específicas en el tiempo y el espacio (incluido Timely) para formar Chronopolis, una miríada de 17 ubicaciones (que consisten en una variación del Antiguo Egipto, un Asgard apocalíptico, Attilan, Hala, el Imperio Hydra, K'un-L'un, Knowhere, Lemuria, Swarp del Hombre Cosa, Manhattan, una versión alternativa de la Inglaterra medieval, Manhattan Noir, Nueva York 2099, el Viejo Oeste, Sakaar, Wakanda y Xandar vinculados a través del tiempo y el espacio.